# 科索伊内
科索伊内（義大利語：Cossoine），是意大利萨萨里省的一个市镇。总面积38.83平方公里，人口927人，人口密度23.9人/平方公里（2009年）。ISTAT代码为090027。